# A.H.M.ジョーンズ
アーノルド・ヒュー・マーティン・ジョーンズ（英: Arnold Hugh Martin Jones、1904年3月9日 - 1970年4月9日）は、20世紀に活動した著名な歴史学者で、古典古代とりわけローマ末期を専攻とした。

## 研究内容・業績
最も知られた業績は、『末期ローマ帝国』（284年-602年）で、ディオクレティアヌスの帝国四分割に始まり、マウリキウスに終わる、末期ローマから初期ビザンチン帝国にかけての地中海世界に通暁する歴史理解として認知されている。
また、この著書に対し近年よく言われる批判の一つとして、主要な資料源を文字史料や碑文、ジョーンズ自身の歴史研鑽を反映した方法論に置き過ぎている、とするものがあるが、ジョーンズの執筆した時点では、古代末期の考古的研究は、未熟であり、彼が考察に使用できた考古史料の量も限られていたことは考慮されなくてはならない。
また、最初の著書は、『ローマ東部の属州都市』（1937年）であり、彼は1946年にはユニヴァーシティ・カレッジ・ロンドンの古代史学学科長に就任し、1951年にはケンブリッジ大学に移籍し、同様の立場に就いている。

## 人物・評価
- 彼の学科長就任は極めて異例の若さであるとされる。公私の分野では、彼はいつも小言・やっかみの為に軽蔑されていたが、それは彼をよく知らない人に対して、そっけなく、冷たく見せた。しかし、学生達からは親しみを以って評価されていた。そして彼は、著書の序章の枝葉末節など瑣末な伝統の為に、古めかしい学者達によって、自分の業績が認められていないと、常々不平を漏らしていた。

だが没後になり、ようやく生前は時代区分として存在しなかった古代末期の研究が盛んになると、ジョーンの研究はその学者たちの関心を引き、今日では広く認知されるようになった。